# Emblème du Cap-Vert
Au centre de l'emblème du Cap-Vert figure, à l'intérieur d'un triangle équilatéral de couleur bleue, une torche d'argent. Autour du triangle, on peut lire la dénomination officielle du pays, en portugais: “República de Cabo Verde”. Les éléments mentionnés figurent sur un fond blanc limité par deux circonférences concentriques d'azur, reposant sur trois lignes horizontales. 
De chaque côté du cercle, on peut voir cinq étoiles dorées. Ces étoiles, qui figurent également dans le drapeau national, représentent les îles qui forment le Cap-Vert. Dans la partie inférieure sont représentés trois maillons d'une chaîne et deux rameaux palmier. 
La torche et le triangle sont les symboles de la liberté et de l'unité nationale.

## Galerie

Emblème du Cap-Vert portugais du 8 mai 1935 au 11 juin 1951.
Emblème du Cap-Vert portugais du 11 juin 1951 au 5 juillet 1975.
Petites armoiries du Cap-Vert portugais du 8 mai 1935 au 5 juillet 1975.
Emblème du Cap-Vert du 5 juillet 1975 au 22 septembre 1992.